# Mémorial de Neuve-Chapelle
Pour un article plus général, voir Sites funéraires et mémoriels de la Première Guerre mondiale (Front Ouest).
Le mémorial de Neuve-Chapelle honore la mémoire des soldats indiens morts en France pendant la Première Guerre mondiale, et particulièrement pendant la bataille de Neuve-Chapelle. Il est situé sur le territoire de la commune de Richebourg dans le département du Pas-de-Calais.

## Historique
Le monument est inauguré le 7 octobre 1927, au lieu-dit La Bombe, en présence du maréchal Foch, de Sir Claud Jacob (en), général anglais, du secrétaire d'état pour l'Inde, Sir Frederick Edwin Smith, comte de Birkenhead, et de Léon Perrier, ministre des Colonies.
En 2010, le 19 juillet, l'héritier de la couronne d'Angleterre, le prince de Galles s'est recueilli au mémorial indien de Neuve-Chapelle.
Le 11 avril 2015, le premier ministre Indien Narendra Modi s'est recueilli au mémorial. Il a rendu hommage aux 10 000 soldats indiens morts durant la Première Guerre mondiale. Cette visite fait de lui le premier et seul premier ministre indien à s'être déplacé au mémorial de Neuve-Chapelle.
En 2017, le cimetière est inscrit au titre des monuments historiques. En septembre 2023, le cimetière fait partie des 139 sites mémoriels et funéraires de la Première Guerre mondiale inscrits au patrimoine mondial lors de la 45e session du Comité du patrimoine mondial.

## Caractéristiques

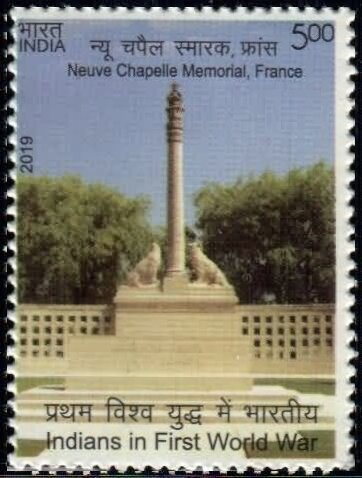
Timbre indien de 2019 représentant le mémorial de Neuve-Chapelle

Il se présente sous l'aspect d'un forum circulaire, avec deux cénotaphes diamétralement opposés, et coiffés du lotus impérial.
Ces deux dômes sont reliés par deux murs en demi-cercle.
Le premier, ajouré en quadrillage, au centre duquel est placé un "podium" surplombé d'une colonne de 16 mètres de haut, d'où culminent le lotus impérial, la couronne impériale et l'Étoile d'Inde.
Au pied de cette colonne se trouvent deux tigres, symbole religieux sikh.
Sur le second mur, 4847 noms sont gravés, par ordre alphabétique et par unité combattante.
Au centre du mémorial, la pierre du Souvenir mentionne l'épitaphe : En l'honneur de l'armée de l'Inde qui a combattu en France et en Belgique, 1914-1918, et pour perpétuer le souvenir de ses morts aux tombes inconnues dont les noms sont ici gravés.
En 1964, un panneau de bronze est ajouté en l'honneur des 206 soldats tombés en Allemagne, pendant la Seconde Guerre mondiale, et dont les tombes ne pouvaient être conservées: A la mémoire de ces hommes qui moururent en captivité et furent enterrés à Zehrensdorf près de Berlin.
Le cimetière militaire portugais de Richebourg se situe à quelques mètres du mémorial indien.
|  |  |  |